# موسونية جاليسكانية
موسونية جاليسكانية (الاسم العلمي:Moussonia jaliscana) هي نوع من النباتات تتبع جنس الموسونية من الفصيلة الغزنرية.